# ММ-650

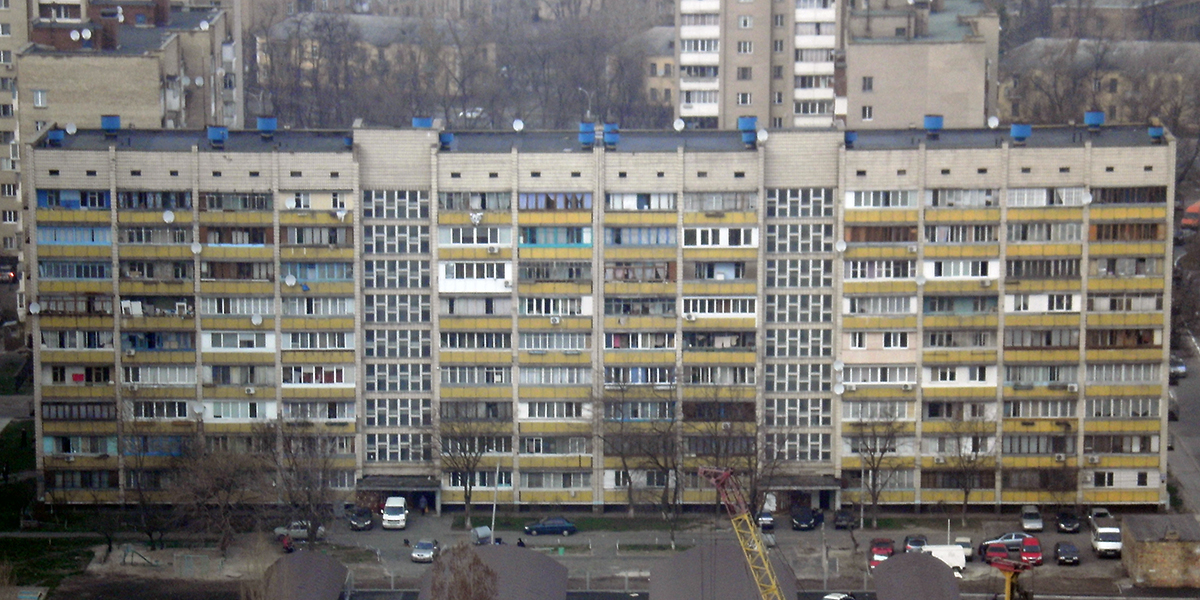
Харківський масив, вул. Горлівська, 38/40, 1974 р.

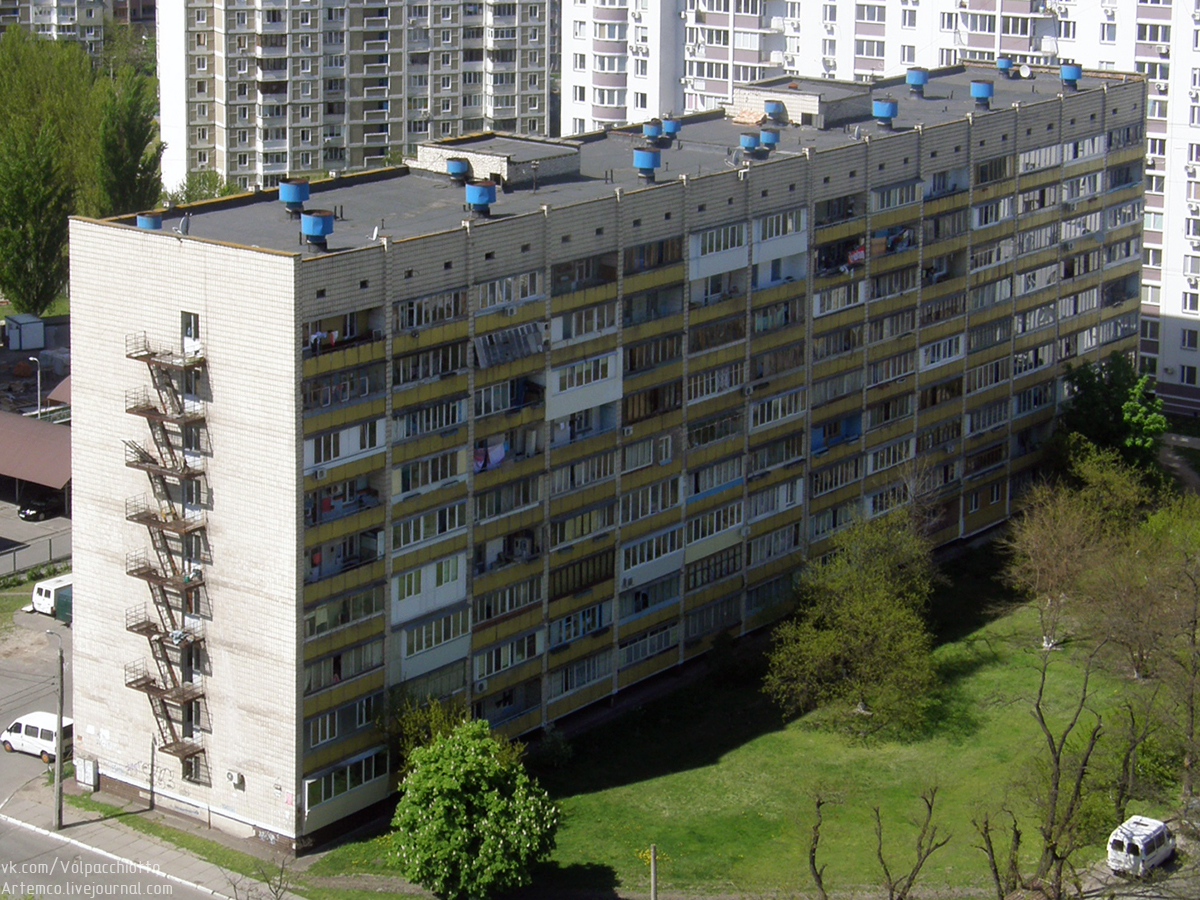
Харківський масив, вул. Горлівська, 38/40, 1974 р.

ММ-650 — типова серія житлових будинків готельного типу (малосімейки), що будувалась в першій половині 70-х років у Києві.

## Опис і характеристика
Проєкт ММ-650 був створений для забезпечення проживання малосімейних мешканців (1-2 особи) з підвищеним комфортом в порівнянні з іншими подібними будинками. Початок будівництва — у 1971 році.
Серія складається з двох однопід'їзних варіантів будинку — зі зміщеною або лівіше, або правіше від центральної осі сходовою клітиною.
Будувався майже виключно двопід'їзний варіант ММ-650, що складається з секцій обох варіантів, які розташовуються торцевими стінами впритул одна до одної.
Зовнішньою особливістю будинків серії ММ-650 є великі балкони-лоджії, що закривають всю фасадну (крім сходової клітини) і всю тилову сторони будівлі.
ММ-650 — дев'ятиповерхові цегляні будинки з технічним поверхом і довгим загальним коридором. Підлога покрита паркетною дошкою. Під'їзд односторонній. Сходові прольоти об'єднані з поверховими майданчиками.
На поверсі 13 квартир. Квартири однокімнатні, загальною площею 35 і 26 м². Вікна квартир з більшою площею виходять у бік під'їзду, а з меншою площею у протилежний бік; у квартирах газ. Висота стель 2,5 метра. В під'їзді початково запроєктовано два пасажирські ліфти (було побудовано деяку кількість будинків з двома ліфтами на під'їзд), але пізніше замість другого ліфта вже одразу влаштовували комори в ліфтовій шахті, а в останніх будинках друга ліфтова шахта вже не будувалась. Сміттєпровід знаходиться на міжповерхових майданчиках. В торці будинку облаштована пожежна драбина з балконною панеллю (інколи тільки з однієї сторони будинку, але як правило з двох сторін), вихід на яку має кожен поверх. Майже всі будинки зовні обкладено бежевою декоративною плиткою.
Останні будинки проєкту ММ-650 були побудовані в середині 1970-х років. Наступником проєкту став будинок серії ММ-640.